# Оке Генрік Ґарц
Оке Генрік Ґарц (швед. Åke Henrik Gartz; 9 червня 1888, Гельсингфорс, Велике князівство Фінляндське — 29 листопада 1974, Гельсінкі, Фінляндія) — фінський політик і дипломат; надзвичайний і повноважний посол Фінляндії в СРСР (1953—1955), раніше — міністр закордонних справ Фінляндії (1950—1951).

## Біографія
Народився 9 червня 1888 року в Гельсінгфорсі, у Великому князівстві Фінляндському.
З 17 березня 1950 по 20 вересня 1951 був міністром закордонних справ Фінляндії.
З 1953 по 1955 рік був на посаді надзвичайного і повноважного посла Фінляндії в СРСР.
Помер 29 листопада 1974 року в Гельсінкі.